# Vente à la bougie (Simenon)
Pour l'article concernant une procédure de vente immobilière, voir Vente à la bougie.
Vente à la bougie est une nouvelle de Georges Simenon, publiée en 1941.

## Historique
La nouvelle a été écrite à Nieul-sur-Mer, à côté de La Rochelle, en 1939. Simenon y avait acheté une maison en 1938 et y passa les années de la Seconde Guerre Mondiale avec sa première épouse Régine Renchon, dite  Tigy.
Elle connaît une édition pré-originale dans l'hebdomadaire Sept Jours, no 29 et 30 des 20 et 27 avril 1941, puis est reprise en 1950 dans le volume Les Petits Cochons sans queue.

## Présentation
Le 14 janvier, dans une auberge du Pont-du-Grau (nom de lieudit inventé, situé dans le bocage vendéen), des paysans sont venus pour la  vente aux enchères à la bougie d'une cabane, des prés attenants et du bétail. L'un des éventuels acheteurs, Borchain, a eu l'imprudence de montrer son portefeuille plein de billets. Or, pendant la nuit suivante, dans une chambre de l'auberge, on a retrouvé l'homme  étendu sur son matelas en train de se consumer, le crâne fracassé à l'aide d'un lourd marteau à charbon. Maigret, qui dirige à cette époque la Brigade mobile de Nantes, se rend sur les lieux pour interroger les occupants de l'auberge. La nouvelle commence alors que Maigret procède à la reconstitution de la soirée du meurtre; le vieux Nicolas,  pêcheur d'anguilles, habitué de l'auberge, l'un des paysans venus aux enchères, Canut,  le vendeur, un paysan nommé Groux, egalement habitué de l'auberge, Gentil, le douannier doivent rejouer leur partie de carte, cette fois sous la surveillance de Maigret.

## Adaptations
- Maigret et la Vente à la bougie, téléfilm français de Pierre Granier-Deferre avec Bruno Cremer, diffusé en 1995.